# Psittacula bensoni
Espèce
Synonymes
- Lophopsittacus bensoni Holyoak, 1973
(protonyme)

Statut de conservation UICN

 EX  : Éteint
Psittacula bensoni est une espèce éteinte d'oiseaux de la famille des Psittacidae.

## Répartition
Cette espèce était endémique de Maurice et de La Réunion.